# Marjasaari (ö i Södra Karelen, Villmanstrand, lat 61,28, long 27,72)
Marjasaari är en ö i Finland. Den ligger i sjön Saimen och i kommunen Savitaipale i den ekonomiska regionen  Villmanstrands ekonomiska region  och landskapet Södra Karelen, i den södra delen av landet, 190 km nordost om huvudstaden Helsingfors. Öns area är 4,2 hektar och dess största längd är 400 meter i sydöst-nordvästlig riktning.